# Entente internationale de l'Acier
L'Entente internationale de l'acier mise en place en 1926 en Europe, était le premier cartel international de l'acier, destiné à soutenir les prix et répartir équitablement des quotas entre les entreprises des pays membres, qui représentaient environ les deux-tiers des exportations mondiales d'acier, mais aussi veiller à sécuriser les approvisionnements des pays membres en minerai de fer et en coke, indispensables à leur sidérurgie. Il s'est heurté au désir de l'Allemagne nazie de se réarmer et aux exportations anglo-saxonnes accrues après le krach de 1929.

## Contexte

### L'environnement économique
Depuis le début du XXe siècle, la production allemande d'acier est quatre fois plus importante que la production française. Divisée par deux après la défaite de 1918, dès 1929 elle retrouve son niveau de 1913. La France, de son côté, a presque triplé la sienne, tout en restant à des niveaux très inférieurs aux tonnages allemands. Surtout elle dépend du coke allemand, car pour des raisons qui tiennent à sa qualité et à sa teneur en carbone, le charbon français (Nord et Centre-Est) n’est qu’en partie cokéfiable, tandis que celui de Lorraine, ne l'est pas du tout. 
Les Allemands ayant noyé les galeries de 18 des 19 sociétés minières françaises pendant la guerre, l'occupation de la Rhénanie après la Première Guerre mondiale est suivie de l'occupation de la Ruhr de 1923 à 1924, tandis que le plan Dawes du 16 août 1924 aménage les versements des réparations de la Première Guerre mondiale, désormais indexées sur la performance économique de la République de Weimar. En 1925, le bassin minier nordiste français a retrouvé son niveau de 1913 et l'éteau français sur le charbon allemand se desserre. Les sidérurgies allemandes et françaises veulent rebondir, désormais à armes presque égales, mais très différentes dans leurs points forts. 
Les membres du Cartel représentaient 35 % seulement de la production totale des producteurs les plus importants mais  deux tiers de l'exportation mondiale des produits en acier. Les États-Unis  produisaient 47 millions de tonnes d'acier en 1926, mais n'en exportaient que 2,3 millions. L'exportation de la Ruhr, soit 5,6 millions de tonnes d'acier sur une production totale de 16 millions, était le double de l'exportation totale des États-Unis, et le tiers de la production allemande.
Le marché mondial est alors dominé par cinq grands pays producteurs : les États-Unis (47,4 % de la production en 1929), l’Allemagne (13,3 %), la Grande-Bretagne (8,3 %), la France (8 %) et l’ensemble Belgique-Luxembourg (5,6 %) qui, à eux seuls, fabriquent 83 % d’une production totale d'acier de 122 millions de tonnes en 1929. Les exportations de produits sidérurgiques ne pèsent qu'environ un sixième de cette production totale, soit 20,5 millions de tonnes.

### L'environnement politique
Depuis les années 1920, les cartels internationaux se sont multipliés, tandis que des projets d'accords internationaux de produits émergent. Certains gouvernements européens y voient la première étape d’une coopération économique plus intense entre les États. Dans cet esprit, le chancelier Gustav Stresemann espérait que « d’autres branches, sans s’arrêter aux frontières des États, suivraient l’exemple de la sidérurgie ».
La coopération politique est au cours de cette période relancée aussi par les accords de Locarno signés le 16 octobre 1925 à Locarno: l'Allemagne renonce officiellement à ses ambitions révisionnistes et, plus concrètement, aux modifications de ses frontières occidentales, ce qui lui vaut la confiance de la France qui, en 1926, se prononce en faveur de son entrée à la Société des Nations.

### Les prémices
Les sidérurgistes allemands fondent, en novembre 1924, la Rohstahlgemeinschaft (communauté de l’acier brut), société sans capital qui regroupe alors presque tous les producteurs allemands et sarrois d’acier.
Le cartel a aussi été précédé le 12 mars 1926 par une entente entre les fabricants de rails appelée IRMA (International Rail Makers Association) ; membres  sont en Allemagne, Belgique, France, Grande-Bretagne. Les difficultés surgies entre les gouvernements français et allemand, lors de la négociation d'un accord commercial, retardèrent la signature de l'entente plus générale sur l'acier.
La création du Cartel,  après des négociations qui avaient duré plusieurs mois, était voulue par Thyssen, président du Stahlwerksverband, et Émile Mayrisch,  l'industriel le plus important du Luxembourg, principal fondateur de l'Arbed (Aciéries réunies de Burbach-Eich-Dudelange) en 1911, avec le Belge Gaston Barbanson.

## La création du Cartel

### Mise en place
L’Entente internationale de l’acier (EIA) a été créée le 30 septembre 1926. Ce texte fondateur utilise le terme d'"Union économique européenne", dans l’euphorie qui accompagne alors l’entrée de l’Allemagne dans la SDN. Dans la presse française, il est largement commenté. L'Humanité dénonce en particulier le retour de l’impérialisme allemand sur la scène internationale.  
Le Cartel opérait sous la direction d'un Conseil composé des représentants des industries allemande, française, belge et luxembourgeoise. Ses membres, le Benelux et les pays rhénans, sont rejoints un an après par l'Autriche, la Tchécoslovaquie, la Hongrie, avec chacun un contingent propre de production d'acier. L’entente européenne prit sa dimension réellement mondiale en 1929, par un accord avec les entreprises américaines, britanniques et canadiennes, puis par la suite, par l'entrée en son sein des producteurs japonais et suédois.

### Fonctionnement
Le Cartel fixait trimestriellement les quantités à produire, via un dosage minutieux des contingents nationaux, astucieusement doublé d'un dosage mobile selon la quantité totale écoulée par tous les membres du Cartel. Le contrôle des statistiques de production fournies par les entreprises était assuré par une société fiduciaire suisse. 
Ce système était complété par des sanctions: chaque groupe national était déclaré responsable de la conformité de la production de son pays aux quotas et obligés de verser au Cartel 4 dollars par tonne en excédent de son quota, même quand elle était le fait d'une entreprise non membre. On s’aperçut vite que cette pénalité était d'un montant excessif, et son montant fut réduit, en plusieurs fois.

### Les approvisionnements en minerai et en coke
L'une des premières décisions du Cartel est en octobre 1926 la signature du contrat sur la fourniture du fer brut à l'Allemagne, assurant 10,5 % des besoins allemands, et réservant 7,46 % pour la Lorraine et 3,09 % pour le Luxembourg. Selon le Financial Times, ce cartel constituait une bonne façon d’absorber l’important excédent de minerai de fer lorrain. Cet accord est suivi le 4 novembre 1926 de la signature d'un contrat analogue pour l'importation des produits laminés portant sur 6,5 % des besoins allemands (Lorraine, 3,75 % et Luxembourg, 2,75 %).
Les membres du Cartel gagnaient accès au charbon allemand — élément essentiel de leur production, et vital car les autres charbons sont difficiles à cokéifier, du moins jusqu’aux avancées technologiques du début des années 1950. Les trusts allemands sont maîtres d'une partie substantielle des mines de charbon utiles pour l'acier et il importe de s'entendre avec eux.

### Choix économiques
Le Cartel prit pour les exportations pour base des prix considérablement plus élevés que ceux praticables sur un marché libre. Il visait à assurer une visibilité à moyen terme à une sidérurgie en forte croissance, tirée par les demandes intérieures, mais marquée par des inégalités dans la taille des entreprises et l'accès aux ressources et aux voies navigables, afin de rendre ces différences complémentaires.
La quote-part allemande fut fixée au-dessous de la proportion des chiffres de production, tandis que la quote-part belge se trouvait au-dessus de cette proportion, solution adoptée pour des raisons politiques. Les quotas avaient pour but la conservation de toute la capacité de production existante, y compris  les ateliers marginaux, garantissant à ces derniers l'existence et la rentabilité.

## Les difficultés

### Les premières réticences allemandes
Depuis la fin de 1924, avec le retour à la stabilité monétaire, la reprise des investissements en Allemagne se révèle très importante et la croissance économique de retour. Le pays est devenu un gros emprunteur sur le marché financier international dans les années 1925-1929, essentiellement des capitaux américains, britanniques et néerlandais, conclus aux Pays-Bas, pour plus de 25 milliards de francs. Toutes les entreprises ont emprunté, en Allemagne, où dès 1927, seulement 1,3 % des sociétés par actions détiennent 46 % du capital total.
De septembre à décembre 1926, l’Allemagne, particulièrement productive après la restructuration de sa sidérurgie, a systématiquement dépassé son quota de 9 à 25 % et, de ce fait, elle a déjà dû payer 2,7 millions de dollars de pénalités. Dès le début de l’année 1927, une partie des industriels proteste contre les quotas, trop peu élevés, vu la période de prospérité. Les sidérurgistes allemands réclament à grands cris leur révision et menacent de dénoncer l'Entente. 

### De nouveaux pays exportateurs après 1929
Le Cartel n’a pas survécu au bouleversement causé par la Grande Dépression à partir de 1929. L'entente contrôlant un tiers de la production mondiale seulement, il était apte à réguler un marché en croissance où les demandes intérieures de chaque pays créaient un déficit d'exportation mais ne pouvait lutter contre la tendance générale vers la diminution des prix qui s'accentua à la suite du changement brusque de la conjoncture en 1929, certains autres producteurs importants (Grande-Bretagne, États- Unis) étant à partir de ce moment là beaucoup plus orientés vers les marchés étrangers, tendance également à l'œuvre chez un membre important du cartel, l'Allemagne, qui subit un premier choc financier dès 1927.

### L'Allemagne nazie se tourne vers la Suède
Par ailleurs, à partir de 1933, l'Allemagne nazie se tourne de plus en plus vers la sidérurgie pour l’armement et choisit d'importer plus de minerai de fer de Suède pour s'adapter à cette nouvelle demande. L’acier Martin-Siemens, qui permet de produire les aciers rapides et les aciers spéciaux, utilisés entre autres pour l’armement, ne tolère qu’une très faible teneur en phosphore. Le minerai de Lorraine, dit minette, a une teneur en phosphore qui ne permet pas, à cette époque, de produire de l’acier Martin. Le minerai de fer suédois, à faible teneur en phosphore, a ainsi en grande partie relayé progressivement le minerai français. De plus, cette diversification allait aussi dans le sens des intérêts diplomatiques. 
Dès juillet 1930, le Cartel décide la suspension du contrôle sur la production de l'acier brut puis tente l'unification des prix d'exportation et la répartition des quantités à exporter au moyen de comptoirs provisoires, mais ne parvient pas à endiguer la crise. 

## La nouvelle formule en 1933
Son successeur, créé le 25 février 1933, moins ambitieux mais plus stable, se limite à réguler les exportations. La première version avait disparu en raison d'une tendance plus marquée à l'exportation car il y semblait peu adapté. Mais au cours de l'été 1931, l'effondrement des prix, passés de 6  à   2 livres sterling la tonne, oblige à se résigner fin 1931 à la reprise des négociations.
Le cartel nouvelle formule disparait avec le début de la Seconde Guerre mondiale, au cours de laquelle de nombreuses études menées aux États-Unis réclament l'interdiction des cartels internationaux, présentés comme la base de l’expansion allemande, et un risque possible pour la sécurité de l’Amérique.

## Pendant et après la Seconde Guerre mondiale
Pendant la Seconde Guerre mondiale, Alexis Aron, ancien dirigeant des Forges et Aciéries du Nord et de l'Est, réfugié dans les Alpes, rédige en 1943 des projets pour la future sidérurgie européenne: des documents décrivant une paix fondée sur la réconciliation, s'inspirant essentiellement de l'expérience de l'Entente internationale de l'Acier, qu'Alexis Aron, propose de rebâtir en modifiant certains aspects. Son plan est très proche de celui élaboré par Pierre Mendès France, mais il sera en butte à l'opposition de plusieurs patrons du secteur qui y voient un premier pas vers la nationalisation, solution retenue en Angleterre, pays où la filière acier ne dispose, pas contrairement à la France, de mines de fer importantes.